# Segunda División de Chile 1971
El Campeonato Nacional de Fútbol de Segunda División de 1971 fue el 20° torneo disputado de la segunda categoría del fútbol profesional chileno, con la participación de catorce equipos. 
El torneo se jugó en dos ruedas con un sistema de todos-contra-todos.
El campeón del torneo fue Naval, que consiguió el ascenso para la Primera División por primera vez en su historia.
En la parte baja de la tabla de posiciones se ubicó Badminton Curicó, que volvió a su Asociación de origen, marcando el fin de su paso por el profesionalismo.

## Movimientos divisionales
| Pos | a Primera División de Chile 1971 |
| --- | -------------------------------- |
| 1º  | Unión San Felipe (Campeón)       |

| Pos | a Segunda División de Chile 1971 |
| --- | -------------------------------- |
| 1º  | Independiente                    |

| Pos | Descendido desde Primera División de Chile 1970 |
| --- | ----------------------------------------------- |
| 1º  | Palestino                                       |

| Pos | Asociación de Origen  |
| --- | --------------------- |
| 1º  | Municipal de Santiago |

## Equipos participantes
| Equipo            | Ciudad            |
| ----------------- | ----------------- |
| Badminton Curicó  | Curicó            |
| Colchagua         | San Fernando      |
| Coquimbo Unido    | Coquimbo          |
| Deportes Ovalle   | Ovalle            |
| Ferroviarios      | Estación Central  |
| Iberia            | Los Ángeles       |
| Independiente     | Cauquenes         |
| Lister Rossel     | Linares           |
| Naval             | Talcahuano        |
| Ñublense          | Chillán           |
| Palestino         | La Cisterna       |
| San Antonio Unido | San Antonio       |
| San Luis          | Quillota          |
| Santiago Morning  | Santiago de Chile |

## Tabla final
| Pos | Equipo            | PJ | PG | PE | PP | GF | GC | Dif | Pts |
| --- | ----------------- | -- | -- | -- | -- | -- | -- | --- | --- |
| 1   | Naval             | 26 | 16 | 7  | 3  | 46 | 18 | 28  | 39  |
| 2   | Ñublense          | 26 | 14 | 10 | 2  | 44 | 23 | 21  | 38  |
| 3   | Palestino         | 26 | 13 | 10 | 3  | 42 | 21 | 21  | 36  |
| 4   | Deportes Ovalle   | 26 | 13 | 9  | 4  | 57 | 32 | 25  | 35  |
| 5   | Colchagua         | 26 | 9  | 11 | 6  | 34 | 37 | -3  | 29  |
| 6   | Ferroviarios      | 26 | 7  | 14 | 5  | 33 | 30 | 3   | 28  |
| 7   | Coquimbo Unido    | 26 | 8  | 9  | 9  | 42 | 43 | -1  | 25  |
| 8   | Santiago Morning  | 26 | 8  | 8  | 10 | 45 | 45 | 0   | 24  |
| 9   | Independiente     | 26 | 9  | 6  | 11 | 28 | 36 | -8  | 24  |
| 10  | Lister Rossel     | 26 | 5  | 10 | 11 | 28 | 46 | -18 | 20  |
| 11  | San Luis          | 26 | 7  | 5  | 14 | 32 | 47 | -15 | 19  |
| 12  | San Antonio Unido | 26 | 4  | 9  | 13 | 33 | 48 | -15 | 17  |
| 13  | Iberia            | 26 | 6  | 5  | 15 | 32 | 55 | -23 | 17  |
| 14  | Badminton Curicó  | 26 | 5  | 3  | 18 | 39 | 54 | -15 | 13  |

PJ=Partidos jugados; PG=Partidos ganados; PE=Partidos empatados; PP=Partidos perdidos; GF=Goles a favor; GC=Goles en contra; Dif=Diferencia de gol; Pts=Puntos
|  | Campeón. Asciende a Primera División |
|  | Desciende a su Asociación de origen  |